# Velascálvaro
Velascálvaro è un comune spagnolo di 193 abitanti situato nella comunità autonoma di Castiglia e León.